# Cruz (Ceará)
Pour les articles homonymes, voir Cruz.
Cruz est une ville brésilienne de l'État du Ceará. Sa population était estimée à 22 686 habitants en 2011. La municipalité s'étend sur 334,833 km2

## Maires
| Période | Période | Identité                         | Étiquette | Qualité |
| ------- | ------- | -------------------------------- | --------- | ------- |
| 2005    | 2012    | Jonas Muniz                      | PSDB      |         |
| 2013    | 2016    | Odair José Mendes de Vasconcelos | PT        |         |
| 2017    | 2020    | Jonas Muniz                      | PSDB      |         |